# 栋皮埃尔 (奥恩省)
栋皮埃尔（法語：Dompierre，法語發音：[dɔ̃pjɛʁ] ⓘ）是法国奥恩省的一个市镇，位于该省西部，属于阿让唐区。

## 地理
栋皮埃尔（48°37'56"N, 0°33'7"W）面积8.56 平方千米，位于法国诺曼底大区奧恩省，该省份为法国西北部内陆省份，北起顺时针与卡爾瓦多斯省、厄尔省、厄尔-卢瓦省、萨尔特省、马耶讷省和芒什省接壤。
与栋皮埃尔接壤的市镇（或旧市镇、城区）包括：邦武、尚瑟克雷、拉费里耶尔欧塞唐、圣博梅尔莱福日。

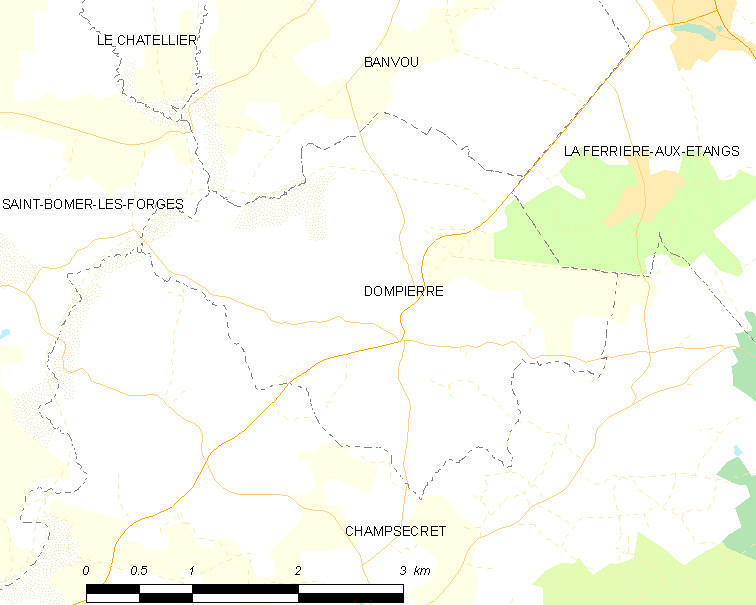
的OSM定位图

栋皮埃尔的时区为UTC+01:00、UTC+02:00（夏令时）。

## 行政
栋皮埃尔的邮政编码为61700，INSEE市镇编码为61146。

## 政治
栋皮埃尔所属的省级选区为马塞堡县。

## 人口

1962-2008年间人口变化图示

栋皮埃尔于2022年1月1日时的人口数量为384人。